# Epistle to Dippy
Epistle to Dippy è un brano musicale scritto dal cantautore scozzese Donovan. Nel 1967 venne pubblicato su singolo, ma non nel Regno Unito. Negli Stati Uniti il 45 giri si classificò alla posizione numero 19 nella classifica di Billboard.

## Il brano
Scritta sotto forma di lettera aperta a un vecchio compagno di scuola, la canzone possiede un forte messaggio pacifista in aggiunta all'atmosfera psichedelica. Il vero "Dippy" era, all'epoca, nell'esercito britannico di stanza in Malaysia. Secondo Brian Hogg, che scrisse le note interne del box set Troubadour: The Definitive Collection 1964–1976, Dippy ascoltò la canzone, contattò Donovan e come risultato lasciò le armi.

## Formazione
- Donovan: voce e chitarra acustica
- Jimmy Page: chitarra elettrica
- John Cameron: tastiere ed arrangiamento
- Danny Thompson: basso
- Tony Carr: batteria
- Royal Philharmonic Orchestra: archi